# Lima (Montana)
Pour les articles homonymes, voir Lima (homonymie).
Lima est une municipalité américaine située dans le comté de Beaverhead au Montana. Selon le recensement de 2010, sa population est de 221 habitants. La municipalité s'étend sur 0,53 mille carré (1,37 km2).
En 1880, l'Utah and Northern Railway (en) créée un centre de maintenance pour ses trains, autour duquel se forme peu à peu un bourg. La localité est nommée Allerdice puis Spring Hill et enfin Lima, en référence à la ville d'origine de l'un de ses habitants : Lima dans l'Ohio ou, selon d'autres versions, dans le Wisconsin.